# Goodbye Country (Hello Nightclub)
Goodbye Country (Hello Nightclub) — третий студийный альбом электронного дуэта Groove Armada. Релиз пластинки состоялся 11 сентября 2001 года на лейбле Jive Electro.

## Название альбома
Название пластинки означает её существенное отличие от предыдущей работы — Vertigo, так как музыканты увеличили долю ап-бита, снизив влияние чил-аута.

## Список композиций
1. «Suntoucher» — 6:31
2. «Superstylin'» — 6:00
3. «Drifted» — 4:54
4. «Little By Little» — 5:30
5. «Fogma» — 6:53
6. «My Friend» — 5:00
7. «Lazy Moon» — 6:33
8. «Raisin' the Stakes» — 5:33
9. «Healing» — 5:52
10. «Edge Hill» — 7:00
11. «Tuning In (Dub Mix)» — 4:41
12. «Join Hands» — 4:00
13. «Likwid» — 5:21

### Socks, Cigarettes and Shipwrecks (бонус-диск)
1. «Superstylin'» (G.A. Discotek Mix) — 5:45
2. «Moira’s Theme» — 6:36
3. «Mali» — 6:30
4. «Lazy Moon» (live version) — 6:38
5. «Rap» (G.A. Alternative Mix) — 4:12
6. «Your Song» (Tim 'Love' Lee's Semi-Bearded Remix) — 7:36
7. «A Private Interlude» (Kinobe Remix) — 5:40
8. «Old Father Rhyme» — 4:17
9. "My Friend (Dorfmeister vs. Madrid De Los Austrias Dub) — 6:26